# زيارة لمنجم
زيارة لمنجم (بالألمانية: Ein Besuch im Bergwerk) قصة قصيرة ألمانية من تأليف الكاتب التشيكي فرانز كافكا. ظهرت في 1919 في مجموعة من قصص كافكا القصيرة «طبيب ريفي» (Ein Landarzt)

## القصة
تسرد القصة بلسان الرواي الذي يشارك في حفر منجم جديد، تبدأ القصة بشخص من أعلى يعطي الأوامر إلى العمال في جميع أنحاء المنجم. ومن ثم يفصل الراوي نظام توزيع الأعمال، فهناك عشر مهندسين تسعة منهم قد حددت مهامهم. وتنتهي القصة بالراوي ومهندسين آخرين لا يفعلون الكثير من الأعمال. كالعديد من مؤلفات كافكا فقد كان هناك الكثير من التفسيرات والتحليلات المختلفة للقصة، وهناك من يربطها بالتحليل الفرويدي.